# Frambouhans
Frambouhans és un municipi francès situat al departament del Doubs i a la regió de Borgonya - Franc Comtat. L'any 2007 tenia 702 habitants.

## Demografia

### Població
El 2007 la població de fet de Frambouhans era de 702 persones. Hi havia 260 famílies de les quals 52 eren unipersonals (32 homes vivint sols i 20 dones vivint soles), 92 parelles sense fills, 100 parelles amb fills i 16 famílies monoparentals amb fills.
La població ha evolucionat segons el següent gràfic:
Habitants censats

### Habitatges
El 2007 hi havia 291 habitatges, 272 eren l'habitatge principal de la família, 6 eren segones residències i 13 estaven desocupats. 249 eren cases i 40 eren apartaments. Dels 272 habitatges principals, 222 estaven ocupats pels seus propietaris, 47 estaven llogats i ocupats pels llogaters i 3 estaven cedits a títol gratuït; 2 tenien una cambra, 13 en tenien dues, 32 en tenien tres, 61 en tenien quatre i 164 en tenien cinc o més. 228 habitatges disposaven pel capbaix d'una plaça de pàrquing. A 110 habitatges hi havia un automòbil i a 148 n'hi havia dos o més.

### Piràmide de població
La piràmide de població per edats i sexe el 2009 era:
| Homes | Edats   | Dones |
| ----- | ------- | ----- |
| 0     | 95 o +  | 4     |
| 0     | 90 a 94 | 0     |
| 4     | 85 a 89 | 0     |
| 0     | 80 a 84 | 0     |
| 12    | 75 a 79 | 8     |
| 4     | 70 a 74 | 8     |
| 16    | 65 a 69 | 8     |
| 20    | 60 a 64 | 20    |
| 16    | 55 a 59 | 28    |
| 24    | 50 a 54 | 24    |
| 12    | 45 a 49 | 24    |
| 28    | 40 a 44 | 16    |
| 4     | 35 a 39 | 28    |
| 32    | 30 a 34 | 28    |
| 32    | 25 a 29 | 24    |
| 16    | 20 a 24 | 8     |
| 28    | 15 a 19 | 12    |
| 12    | 10 a 14 | 20    |
| 16    | 5 a 9   | 36    |
| 12    | 0 a 4   | 12    |

## Economia
El 2007 la població en edat de treballar era de 467 persones, 373 eren actives i 94 eren inactives. De les 373 persones actives 353 estaven ocupades (191 homes i 162 dones) i 20 estaven aturades (9 homes i 11 dones). De les 94 persones inactives 48 estaven jubilades, 21 estaven estudiant i 25 estaven classificades com a «altres inactius».

### Ingressos
El 2009 a Frambouhans hi havia 292 unitats fiscals que integraven 752 persones, la mediana anual d'ingressos fiscals per persona era de 22.783 €.

### Activitats econòmiques
Dels 26 establiments que hi havia el 2007, 1 era d'una empresa extractiva, 1 d'una empresa de fabricació de material elèctric, 8 d'empreses de fabricació d'altres productes industrials, 7 d'empreses de construcció, 1 d'una empresa de comerç i reparació d'automòbils, 2 d'empreses de transport, 1 d'una empresa d'hostatgeria i restauració, 1 d'una empresa financera, 2 d'empreses de serveis i 2 d'empreses classificades com a «altres activitats de serveis».
Dels 11 establiments de servei als particulars que hi havia el 2009, 1 era una oficina de correu, 3 tallers de reparació d'automòbils i de material agrícola, 1 paleta, 2 fusteries, 1 lampisteria, 1 empresa de construcció, 1 perruqueria i 1 restaurant.
Dels 2 establiments comercials que hi havia el 2009, 1 era una botiga de més de 120 m² i 1 una botiga de material de revestiment de parets i terra.
L'any 2000 a Frambouhans hi havia 9 explotacions agrícoles.

## Equipaments sanitaris i escolars
El 2009 hi havia una escola elemental.

## Poblacions més properes
El següent diagrama mostra les poblacions més properes.